# Rete Mediterranea
Rete Mediterranea (acronimo RM) è il termine che definisce quella parte della rete ferroviaria italiana che con la legge 27 aprile 1885 n. 3048, venne assegnata alla Società per le Strade Ferrate del Mediterraneo perché ne assumesse l'esercizio e lo sviluppo. Si trattava principalmente di linee del nord-ovest, liguri e tirreniche.
L'acronimo venne usato anche per "marcare" le locomotive e il materiale rotabile.

## Storia
Il Regno d'Italia, dopo avere riscattato le reti ferroviarie costruite in precedenza, che erano in buona parte in concessione a privati, a causa del dissesto economico più o meno grave in cui versavano, in attuazione della legge n. 3048 del 27 aprile 1885 (chiamata anche con la locuzione Convenzioni ferroviarie) provvide a distribuire la maggior parte delle ferrovie della penisola in due grandi reti disposte in senso longitudinale rispetto ad essa e cioè la "Rete Mediterranea", di 4171 km e la "Rete Adriatica", di 4379 km concedendole in esercizio a due grandi società dietro pagamento di un canone allo Stato.
La Rete Mediterranea ebbe di massima le linee del nord-ovest, liguri e tirreniche con alcuni tratti di penetrazione importanti in comune con l'Adriatica.
Il contratto di concessione previde una durata di 60 anni, ma in esso venne inclusa la facoltà delle parti di disdire il contratto alla fine di ogni ventennio, previo preavviso di due anni. La Società per le Strade Ferrate del Mediterraneo pagò allo Stato 135 milioni di lire dell'epoca e ottenne, oltre alle linee ferroviarie, anche il materiale rotabile e le provviste delle antiche reti riscattate. Lo Stato a sua volta si obbligò a pagarle annualmente, a titolo di compenso, il 5% del capitale versato.
Secondo l'annuario statistico del 1898, pubblicato dal Ministero dell'agricoltura, dell'industria e del commercio, l'estensione delle ferrovie della Rete Mediterranea assommava, alla fine del 1896, a 5.765 km.
Al 1 luglio 1897 la Rete Mediterranea possedeva 1314 locomotive a vapore, 3754 carrozze, 952 bagagliai e 23074 carri.
La rete venne riscattata dallo Stato con la legge Fortis del 1905, confluendo quasi interamente nelle nuove Ferrovie dello Stato.